# Łabski-Szczyt-Hütte
Die Łabski-Szczyt-Hütte (deutsch: Alte Schlesische Baude, polnisch Schronisko PTTK „Pod Łabskim Szczytem“) liegt auf einer Höhe von 1168 m n.p.m. in Polen im Riesengebirge, einem Gebirgszug der Sudeten, am Nordhang des Veilchensteins (pl. Łabski Szczyt).
Sie gilt als eine der ältesten Bauden im Riesengebirge.

## Geschichte
Die Hütte wurde 1632 im Dreißigjährigen Krieg für Jäger als Schutzhütte errichtet und bildete den Vorgängerbau der Baude. Die älteste erhaltene Darstellung datiert aus dem Jahr 1780. Sie wurde zunächst Eliasch Baude sowie Jesaiasch Baude und später Schlesische Baude sowie ab 1787 Alte Schlesische Baude genannt, um sie von der Neuen Schlesischen Baude zu unterscheiden. Sie steht im Eigentum des PTTK.

## Zugänge
Die Baude ist über mehrere markierte Wanderwege von Szklarska Poręba (Schreiberhau) aus erreichbar.

## Touren

### Gipfel
- Schneekoppe (1603 m)
- Kesselkoppe (Kotel) (1435 m)

### Historisch Begebenheiten
- 1809 vom 17. zum 18. August 1809 weilte der deutsche Dichter Theodor Körner in der Baude und verliebte sich unsterblich in die Wirtstochter Veronika Hollmann. 1810 erschien seine erste Gedichtsammlung Knospen, auch durch die liebreizende Veronika inspiriert.